# Moritz Müller (Theologe)
Moritz Wilhelm Gotthard Müller (* 30. November 1806 in Weimar; † 22. Dezember 1886 in Merseburg) war ein deutscher Theologe und Schriftsteller.

## Leben
Müller studierte Theologie an der Universität Jena und erhielt anschließend eine Stelle als Hilfsprediger in Weimar. 1828 wurde er zum Dr. phil. promoviert. In den folgenden Jahren hatte er Pfarrämter in Berka (heute Bad Berka) sowie von 1848 bis 1867 in Niederroßla bei Apolda inne.
Als Schriftsteller profitierte er von seiner intimen Kenntnis des Weimarer Kulturlebens und seiner Bekanntschaft mit Johann Wolfgang von Goethe, Johann Nepomuk Hummel und anderen Größen der Stadt.

## Werke
- Pastoral-Spiegel oder Musterbild eines evangelischen Geistlichen. Aus den Papieren eines bejahrten Geistlichen, 1836
- Novellen, 1837
- Predigt am Tage des Trauergottesdienstes zum Gedächtniß Sr. Königlichen Hoheit des Höchstseligen Großherzogs Carl Friedrich von Sachsen-Weimar-Eisenach et. am XII. Sonntage nach Trinitatis als den 14. August 1853 gehalten von Dr. Moritz Wilhelm Gotthard Müller, Pfarrer in Niederroßla und Adjunkt der Superintendentur Apolda, Apolda: Teubner, 1853
- Weimarische Theaterbilder aus Goethe’s Zeit. Überliefertes und Selbsterlebtes, 2 Bände, Jena und Leipzig: Hermann Costenoble 1865 (unter dem Pseudonym „W. G. Gotthardi“)
  - Band 1 (Digitalisat)
  - Band 2 (Digitalisat)
- Kleine Lebens- und Herzensgeschichte eines Dorfkindes. Ein Büchlein für Dorf- und Stadtkinder, für Klein und Groß, Jena: Friedrich Mauke 1866 (unter dem Pseudonym „W. G. Gotthardi“) (Digitalisat)
- Johann Karl August Musäus’ deutsche Volksmärchen (Herausgeber), Leipzig: F. A. Brockhaus 1868
- Ein alter Musikmeister, in: Europa. Chronik der gebildeten Welt, Leipzig, Nr. 37/1873, Sp. 1153–1160 und Nr. 38/1873, Sp. 1197–1206 (Erinnerungen an Johann Nepomuk Hummel und seinen Vater Johannes Hummel (1754–1828) sowie dessen Erinnerungen an Haydn und Mozart)
- Gedichte, 1880
- Übersetzungen aus dem Französischen